# Chiesa della Natività della Beata Vergine Maria (Viareggio)
La chiesa della Natività della Beata Vergine Maria è un edificio di culto cattolico sito nel quartiere Bicchio di Viareggio, sede dell'omonima parrocchia.

## Storia
Il quartiere Bicchio era una località rurale attraversata dalla via Aurelia, oggetto di un rapido sviluppo urbano, i cui abitanti vollero erigere la chiesa nel 1950.
I lavori terminarono nel 1953, sebbene se la chiesa fosse già stata ufficialmente inaugurata l’8 settembre del 1952. 
Nel 1969 fu elevata al rango di parrocchia. Tra il 1990 e il 1995 fu rifatta la copertura e nel 2017 l'impianto elettrico.

## Descrizione
L’edificio è ad aula unica, privo di decorazioni. La facciata a capanna, rivestita di intonaco, ha rilievi in malta grigi ed è conclusa da un piccolo campanile a vela, che richiama la configurazione delle piccole chiese rurali mitteleuropee, rivista in stile postmoderno. 